# Josef Odlozil
Josef Odlozil (Checoslovaquia, 11 de noviembre de 1938-10 de septiembre de 1993) fue un atleta checoslovaco, especializado en la prueba de 1500 m en la que llegó a ser subcampeón olímpico en 1964.

## Carrera deportiva
En los JJ. OO. de Tokio 1964 ganó la medalla de plata en los 1500 metros, corriéndolos en un tiempo de 3:39.6 segundos, tras el neozelandés Peter Snell (oro) y por delante de otro neozelandés John Davies (bronce).